# Krzysztof Rutkowski (piosenkarz)
Krzysztof Rutkowski, znany również jako Tarzan Boy (ur. 23 maja 1960, zm. 23 lutego 2017) – polski piosenkarz związany z nurtem muzyki disco polo.

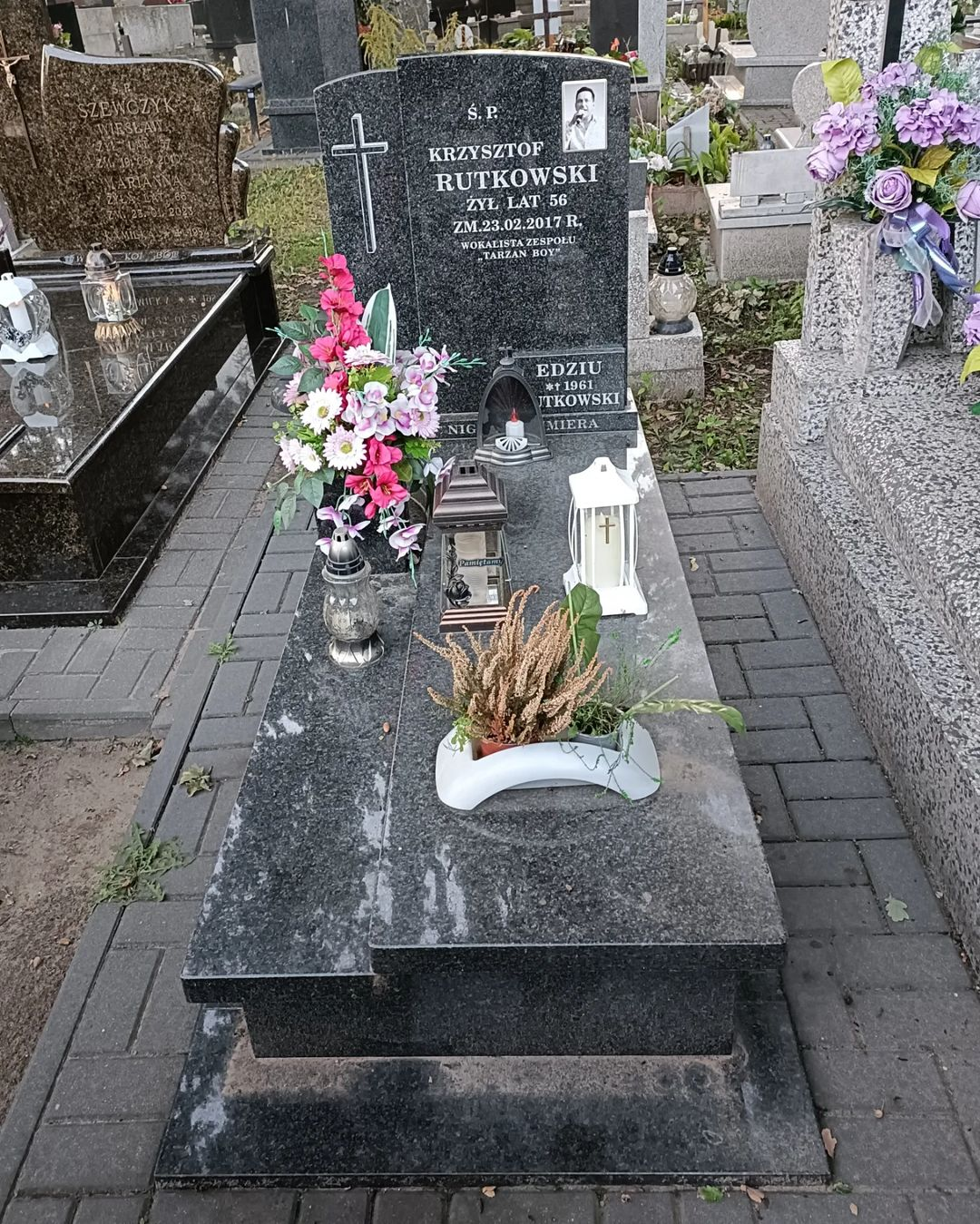
Grób Krzysztofa Rutkowskiego

## Życiorys
W 1989 był współzałożycielem i wokalistą grupy disco polo Tarzan Boy, z którą w 1996 wydał debiutancki album Kaligula. Na albumie znalazły się między innymi takie popularne utwory jak „Tarzan”, „Promienie” czy „Kaligula”, a sam album uzyskał status złotej płyty. W 2008 Rutkowski reaktywował Tarzan Boy jako jednoosobowy projekt. Poza działalnością muzyczną pracował również jako kierowca ciężarówki oraz pracownik Miejskiego Przedsiębiorstwa Komunikacyjnego w Łodzi. 
Krzysztof Rutkowski w ostatnich latach życia zmagał się ze śluzakiem otrzewnej, wykrytym u niego podczas operacji przepukliny. Zmarł 23 lutego 2017. Jego pogrzeb odbył się cztery dni później, został pochowany na cmentarzu w Zgierzu.
Po jego śmierci zespół Tarzan Boy wznowił działalność w 2019 roku, z Marcinem Nowakiem jako wokalistą.